# Carassai
Carassai là một đô thị ở tỉnh Ascoli Piceno ở vùng Marche, khoảng 70 km về phía nam của Ancona và khoảng 20 km về phía đông bắc của Ascoli Piceno. Tại thời điểm ngày 31 tháng 12 năm 2004, đô thị này có dân số 1.263 người và diện tích 22.3 km².
Carassai giáp các đô thị: Cossignano, Montalto delle Marche, Monte Vidon Combatte, Montefiore dell'Aso, Ortezzano, Petritoli, Ripatransone.